# 圣马丹迪克洛谢
圣马丹迪克洛谢（法語：Saint-Martin-du-Clocher，法語發音：[sɛ̃ maʁtɛ̃ dy klɔʃe]）是法国夏朗德省的一个市镇，属于孔福朗区。

## 地理
圣马丹迪克洛谢（46°3'41"N, 0°9'17"E）面积6.66 平方千米，位于法国新阿基坦大区夏朗德省，该省份为法国西部内陆省份，北起德塞夫勒省和维埃纳省，东临上维埃纳省，东南至多尔多涅省，南至多爾多涅省，西接滨海夏朗德省。
与圣马丹迪克洛谢接壤的市镇（或旧市镇、城区）包括：莱萨德若、贝尔纳克、拉谢夫勒里、隆迪尼、蒙让、维利耶勒鲁。

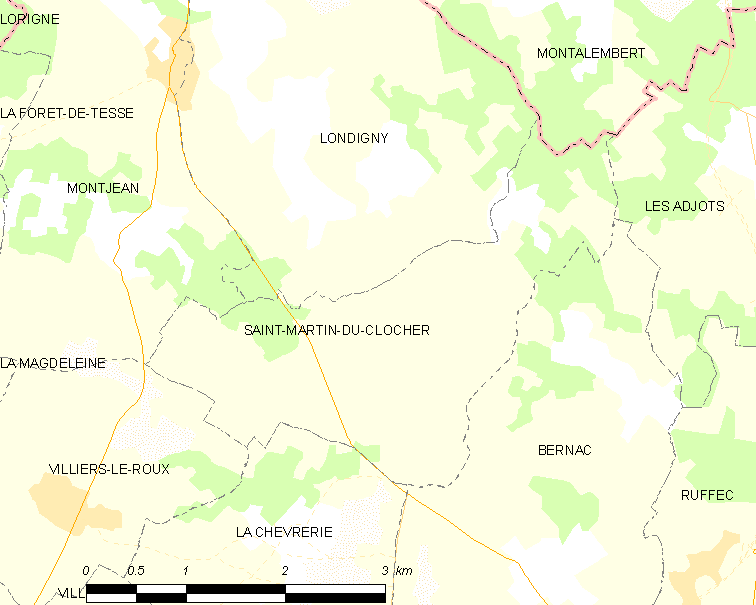
圣马丹迪克洛谢的OSM定位图

圣马丹迪克洛谢的时区为UTC+01:00、UTC+02:00（夏令时）。

## 行政
圣马丹迪克洛谢的邮政编码为16700，INSEE市镇编码为16335。

## 政治
圣马丹迪克洛谢所属的省级选区为夏朗德北县。

## 人口

1962-2008年间圣马丹迪克洛谢人口变化图示

圣马丹迪克洛谢于2022年1月1日时的人口数量为124人。